# NGC 3831
NGC 3831 é uma galáxia espiral (S0-a/P) localizada na direcção da constelação de Crater. Possui uma declinação de -12° 52' 41" e uma ascensão recta de 11 horas, 43 minutos e 18,6 segundos.
A galáxia NGC 3831 foi descoberta em 9 de Março de 1828 por John Herschel.